# Штаркер, Янош
Янош Штаркер (также Старкер, венг. Starker János; 5 июля 1924, Будапешт — 28 апреля 2013, Блумингтон) — венгерский и американский виолончелист-виртуоз, педагог.

## Биография
Из еврейской семьи (отец — из Польши, мать — с Украины). Старшие братья играли на скрипке. Янош получил в подарок виолончель, когда ему ещё не было шести лет. После шести он уже выступал с публичными концертами. В 1939 закончил Музыкальную академию, где учился у Адольфа Шиффера, а с 18 лет уже преподавал сам. Профессиональным дебютом 14-летнего музыканта стало исполнение виолончельного концерта Дворжака (B minor, op. 104). Во время войны его братья были убиты нацистами, сам он провел три месяца в концлагере. После войны стал первым виолончелистом Венгерской оперы и Будапештского филармонического оркестра. В 1946 покинул страну.
С успехом концертировал в Вене, выиграл VI премию на конкурсе в Женеве (1946). Был потрясен концертом Иегуди Менухина, пересмотрел свои взгляды на технику виолончельной игры. Год провел в Париже, где записал виолончельную сонату Кодая (ор.8), до этого считавшуюся непосильной для исполнителей; получил Grand Prix du Disque Академии грамзаписи имени Шарля Кро.
В 1948 переехал в США, где стал главным виолончелистом Далласского симфонического оркестра (дирижёр — Антал Дорати). С 1949 — главный виолончелист Метрополитен-опера (дирижёр — Фриц Райнер), с 1952 — в Чикагском симфоническом оркестре, которым стал руководить Фриц Райнер. В 1958 перебрался в Индианский университет в Блумингтоне и подытожил свою карьеру солиста несколькими сотнями концертов на пяти континентах. Воспитал множество учеников, играющих и преподающих не только в США, но и в других странах мира от Италии до Сингапура; среди них — Мария Клигель, Анатолий Крыстев, Михаэль Бах.

## Творческое сотрудничество
Сочинения для виолончелиста писали Антал Дорати, Жан Мартинон, Миклош Рожа и др. Среди его партнеров в ансамблях были Йозеф Сук, Джеральд Мур.

## Репертуар
Свыше 160 записей Штаркера представляют историю виолончельного искусства от Боккерини до Хованесса и составляют классику исполнительства. Наибольшей известностью пользуется его исполнение сюит Баха для виолончели соло, к которым он пятикратно возвращался (запись 1992 получила премию Грэмми).
Записал в 1948 году сонату для виолончели соло Кодая (ор. 8), до этого считавшуюся непосильной для исполнителей. В 1957 году осуществил первую в истории запись виолончельного концерта Сергея Прокофьева (op. 58, с оркестром Филармония под управлением Вальтера Зюскинда).

## Книги
- An organized method of string playing: violoncello exercises for the left hand (1965, постоянно переиздается)
- The World of Music According to Starker (2004)